# سن-شارل-سور-ریشولیو، کبک
سن-شارل-سور-ریشولیو (به فرانسوی: Saint-Charles-sur-Richelieu) شهری در منطقه شهری لا وله-دو-ریشولیو ناحیه مونترژی در استان کبک کانادا است. در سرشماری سال ۲۰۱۱ این شهر ۱٬۸۰۸ نفر جمعیت داشته‌است و مساحت آن ۶۳٫۵۹ کیلومتر مربع است.